# Груша (орудие пытки)

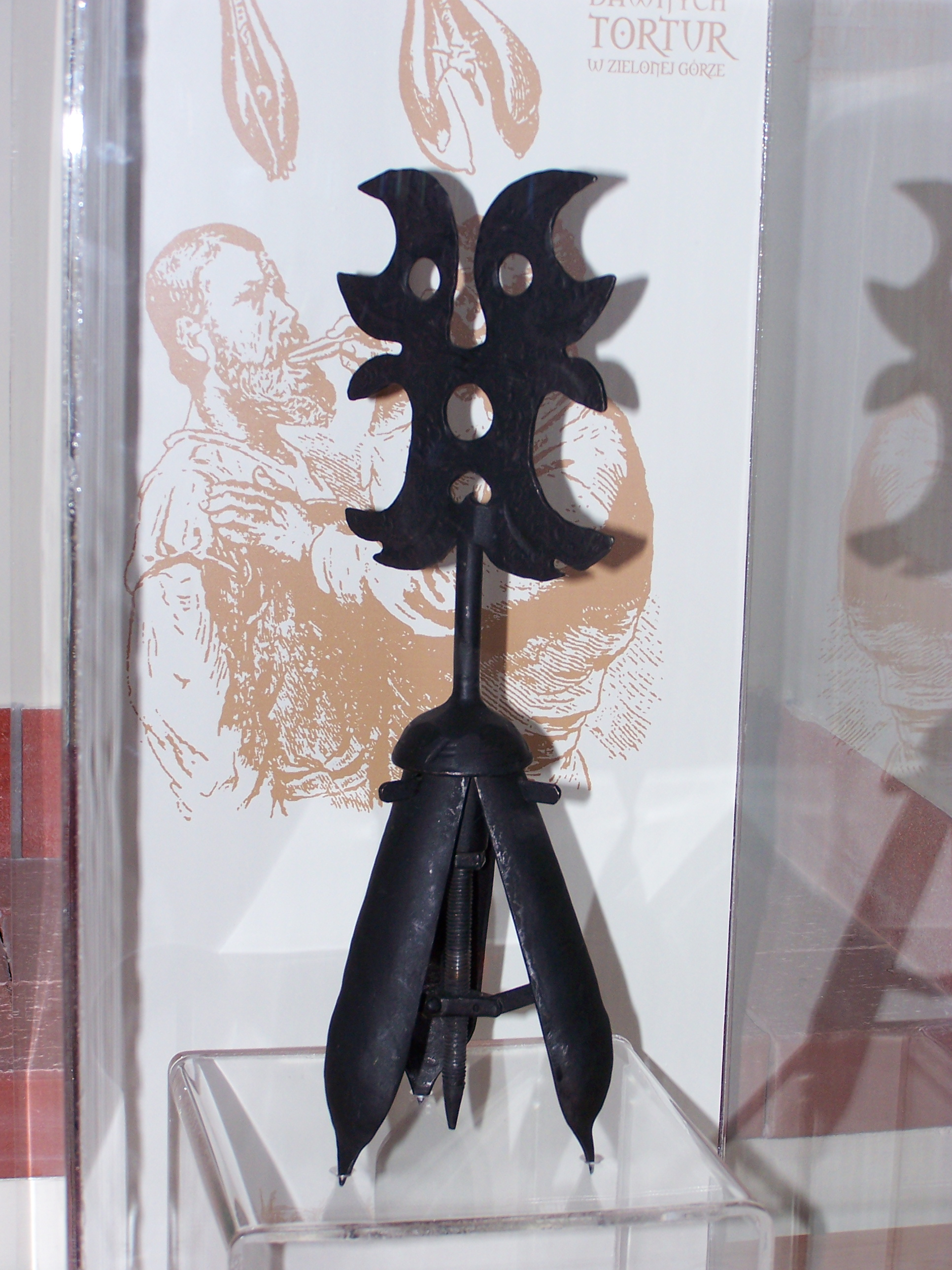
Оральная груша в музее пыток города Зелёна-Гура

Груша, железная груша, груша страданий, капиструм — орудие пытки, состоящее из железной раскрывающейся коробки грушевидной формы и винта. Его функциональность в качестве устройства для пыток предположительно заключалось в том, чтобы вставляться в рот, прямую кишку, влагалище или ноздри, а затем расширяться и наносить увечья жертве. Состоит из металлического корпуса, разделённого на сегменты, которые могут раздвигаться поворотом винта. Из-за внешнего вида устройств, считается, что некоторые из них были изготовлены в ранний современный период (около 1600 года). Дошедшие до нашего времени груши хранятся в музеях или частных коллекциях. Факт существования груши как привычного орудия пыток оспаривается некоторыми исследователями, потому что Первые упоминания о них датируются XIX веком в том числе и одни из самых древних экспонатов.

## Оспаривание существования орудия
Исторические свидетельства о груше как об орудии пыток оспариваются некоторыми исследователями как неправдоподобные. Не найдено никаких источников периода Средневековья, в которых эти устройства описываются как орудия пыток. Одним из аргументов в сторону неправдоподобности версии об использования устройства в качестве орудия пыток является то, что сохранившиеся экземпляры изготовлены с излишним вниманием к деталям, чтобы быть таким устройством. Груши, возможно, существовали в Средневековье только как проект, а затем воссозданы по нему.

## Принцип действия

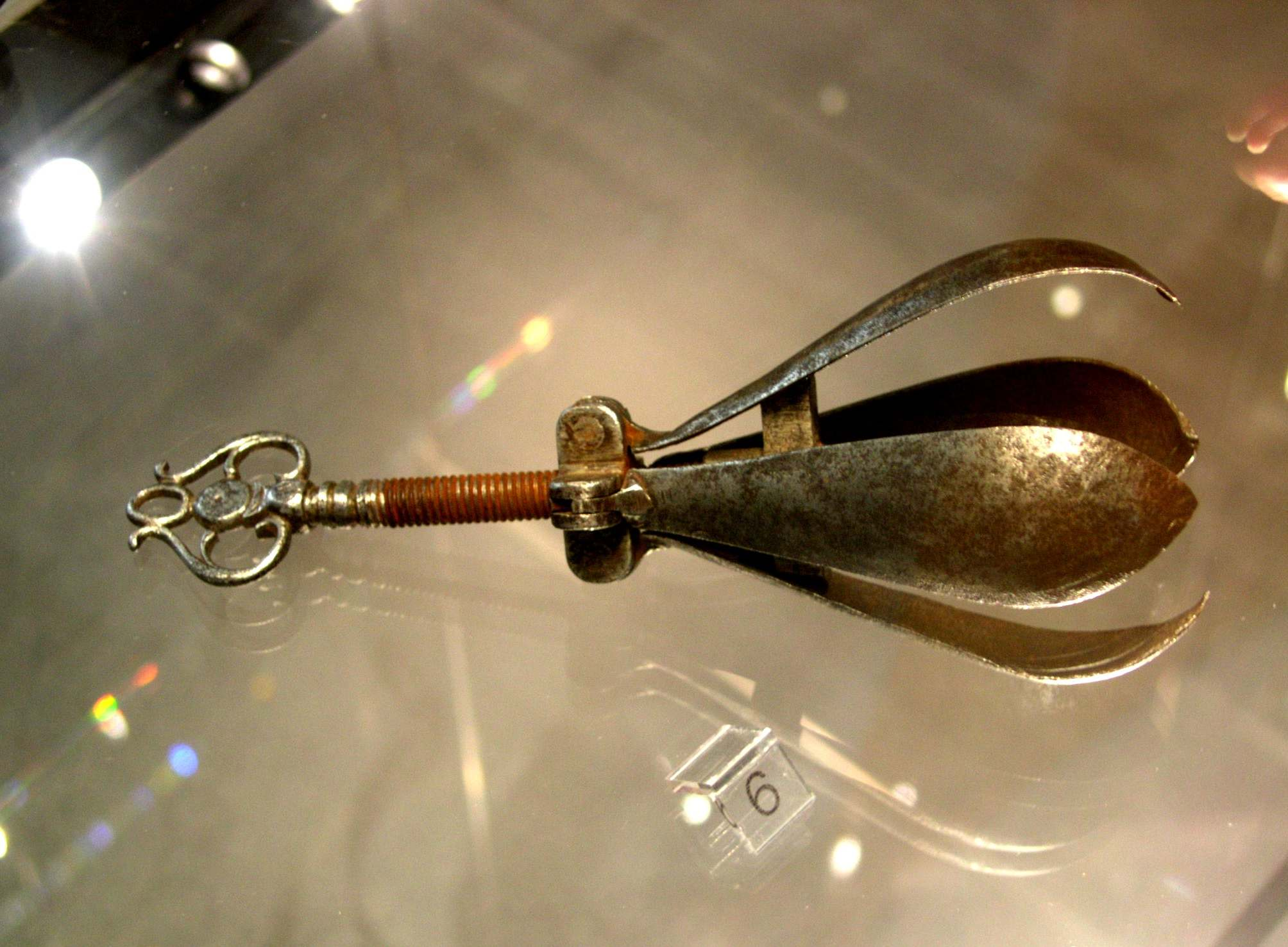
Оральная груша

Основная часть груши — винт, при кручении которого она, как цветок, раскрывалась. У груши обычно было 3—4 лепестка. Сверху была ручка, на которую часто надевалось украшение. При действии груша разрывала прямую кишку (анальная), влагалище (вагинальная), ноздрю (носовая), ротовую полость (оральная).

## Сохранившиеся экземпляры
Груши присутствуют в музеях, посвящённых пыткам, а также в частных коллекциях.

## Упоминания в литературе
Наиболее раннее упоминание такого устройства содержится в книге Ф. де Кальви «Генеральный справочник по истории воров», написанной в 1639 году, в которой изобретение приписывается грабителю по имени капитан Гошеру де Палиоли и временам Генриха Наваррского. Устройство использовалось, чтобы усмирить богатого парижанина, пока грабитель и его сообщники грабили дом жертвы. Устройство также упоминается в «Словаре вульгарного языка Гроуза» 1811 года, где оно описано как «Удушающая груша», средство, использовавшееся в Голландии при вымогательстве. Стоит заметить, что в средневековой литературе оно упоминается как средство, используемое преступниками, а не как орудие пыток в привычном понимании.